# Кирил (Сучава)
Кирил (рум. Chiril) насеље је у Румунији у округу Сучава у општини Круча. Oпштина се налази на надморској висини од 748 m.

## Становништво
Према подацима из 2002. године у насељу је живело 325 становника, од којих су сви румунске националности.